# Der tote Hochzeitsgast
Der tote Hochzeitsgast ist ein österreichisches Stummfilmdrama aus dem Jahre 1921 von und mit Max Neufeld, nach dem Gedicht Don Ramiro von Heinrich Heine.

## Handlung
Spanien, im Mittelalter. Don Ramiro kehrt von gewonnener Schlacht gegen die Mauren heim. Ganz Toledo ist auf den Beinen, um den siegreichen Helden zu feiern. Besonders Donna Claras Jubel ist von tiefer Aufrichtigkeit, verband die beiden doch eine innige Liebe, bevor Ramiro ins Schlachtengetümmel zog. Diese Beziehung wird von Don Fernando mit argwöhnischen und missgünstigen Augen beobachtet, zeigt dieser doch selbst großes Interesse an der Nichte des Königs, um deren Hand er (bislang vergeblich) angehalten hat. Da der spanische König Don Ramiro mit einem Herzogtitel auszeichnet, glaubt dieser nunmehr, dass der Monarch ihm nicht länger den Wunsch abschlagen werde, Prinzessin Donna Clara zu ehelichen. 
Doch der hinterlistige Fernando kommt Ramiro zuvor und hat nun den König bezüglich eigener Heiratsabsichten auf seiner Seite. Don Ramiro wird auf königlichem Befehl nach Granada fortgeschickt, wo er als neuer Gouverneur eingesetzt wird. Beim tränenreichen Abschied von seiner Liebsten schwört ihm Donna Clara ewige Treue. Den lästigen Konkurrenten im fernen Granada wissend, sieht Don Fernando seine Chance und will, mit des Königs Hilfe, endlich Clara zum Traualtar führen. Schließlich willigt sie ein. Wie alle anderen Gouverneure des Landes wird auch Ramiro zur anstehenden Vermählung als Hochzeitsgast eingeladen. Doch auf dem Ritt zur Feier verunglückt der Caballero bei einer Klippe und kommt dabei ums Leben. Im Sterben liegend, gibt er seinem Knappen den Auftrag, seine Leiche als titelgebender toter Hochzeitsgast auf die Hochzeitsfeier zu tragen, um der verhassten Eheschließung doch noch beizuwohnen.

## Produktionsnotizen
Der tote Hochzeitsgast wurde in Wien gedreht, besaß eine Länge von 2000 Meter, verteilt auf fünf Akte, und am 8. November 1921 uraufgeführt.
Max und Eugen Neufeld in den Rollen der Gegenspieler um die Gunst der Dame waren Brüder.
Otto Kreisler hatte die künstlerische Oberleitung, die Filmbauten schufen Julius von Borsody, Artur Berger und Hans Rouc.

## Kritik
Paimann’s Filmlisten fand „Stoff, Szenerie und Photos ausgezeichnet“, und dass „das Spiel sehr gut“ sei.

## Einzelnachweis
1. ↑  Der tote Hochzeitsgast in Paimann’s Filmlisten (Memento vom 4. Januar 2018 im Internet Archive)